# Malo ledeno doba
Malo ledeno doba (MLD) je period hlađenja koje je trajalo otprilike od 14. do sredine 19. stoljeća. Iako ne postoji precizno određen početak ni kraj razdoblja, smatra se da je riječ o razdoblju između 1550. i 1880. godine. Ovo razdoblje hlađenja nastupilo je nakon razdoblja toplog vremena poznatog i kao Srednjovjekovni klimatski optimum. Malo ledeno doba može se podijeliti u tri manja doba s počecima 1650., zatim oko 1770. i 1850., a koja su bila odvojena intervalima toplijeg vremena. 
Premda se vjeruje kako je riječ o globalnoj pojavi, neki ovu tezu ipak smatraju upitnom.
Međunarodno istraživanje klimatskih promjena  Arhivirana inačica izvorne stranice od 29. svibnja 2006. (Wayback Machine), koje se temelji na radovima Bradleya i Jonesa iz 1993., Hughesa i Diaza iz 1994. i Crowleya i Lowerya iz 2000. opisuje MLD kao "skromno hlađenje sjeverne polutke tijekom ovoga razdoblja za manje od 1°C" i kaže da "postojeći dokazi ne potvrđuju tezu o globalnim razdobljima ekstremno toplog ili hladnog vremena u ovim vremenskim okvirima i uvriježeni termini poput Malog ledenog doba i Srednjovjekovnog klimatskog optimuma imaju ograničenu uporabu u opisivanju trendova promjene srednje globalne temperature tijekom prošlih stoljeća".

## Vremenske odrednice Malog ledenog doba
Ne postoji precizno određena godina početka Malog ledenog doba, premda postoji niz neizravno povezanih događaja koji su mu prethodili. U 13. je stoljeću led na Sjevernom Atlantiku počeo putovati sve dalje na jug, jednako tako i ledenjaci s Grenlanda. Tri godine jakih kiša koje su počele 1315. bile su uvod u razdoblje nepredvidljivog vremena u Sjevernoj Europi koje je potrajalo sve do 19. stoljeća. No, širenje leda zabilježeno je i na globalnoj razini (Ande, Kina, Novi Zeland) sredinom 17. st. (Brian Fagan, The Little Ice Age, 2000.).
Iz ovog razloga, u obrazovanju se koristi nekoliko različitih godina u rasponu od 4 stoljeća, kako bi se označio početak Malog ledenog doba:
- 1250. kada se led na Atlantiku počeo širiti
- 1300. kada topla ljeta postaju rijetkost u Sjevernoj Europi
- 1315. kada počinju kiše i Velika glad od 1315. do 1317. g.
- 1550. kada teoretski počinje globalno širenje leda
- 1650. kada je zabilježen prvi klimatski minimum

Za razliku od dosta nejasnog početka, gotovo svi se slažu da je kraj Malog ledenog doba bio sredinom 19. stoljeća.

## Sjeverna polutka
Malo ledeno doba donijelo je izrazito hladne zime mnogim dijelovima svijeta, ali posebno Europi i Sjevernoj Americi. Sredinom 17. stoljeća ledenjaci su se u švicarskim Alpama sve više širili, gutajući postupno farme i uništavajući cijela sela. Rijeka Temza te kanali i rijeke u Nizozemskoj su često bili zamrznuti tijekom zime, tako da su se ljudi klizali i čak održavali ledene sajmove na ledu. Zimi 1780. g. zamrznula se cijela njujorška luka pa su ljudi išli pješice od Manhattana do Staten Islanda. Zaleđeno more oko Islanda proširilo se kilometrima u svim smjerovima onemogućavajući tako pristanak brodova. Arktička ledena kora bila se toliko proširila da postoji šest zapisa o Eskimima koji su se svojim kajacima iskrcali u Škotskoj .
Oštre zime na razne su načine utjecale na život ljudi. Stanovništvo Islanda se prepolovilo, a kolonije Vikinga na Grenlandu su nestale. U Sjevernoj Americi Indijanci su se udruživali kako bi bili spremniji na nestašicu hrane.
Dugi niz godina snježne su padaline bile mnogo jače nego ikad ranije i snijeg se zadržavao na tlu puno više mjeseci nego danas. Mnoga proljeća i ljeta bila su puno hladnija i vlažna, premda postoje velika odstupanja od godine do godine. Uzgoj sadnica morao je, diljem Europe, biti smanjen, radi prilagodbe kraćem razdoblju uzgoja, pa je stoga bilo i puno godina gladi i smrti (poput Velike Gladi 1315. – 1317., premda je to moglo biti i prije samog MLD-a). Vinogradarstvo je potpuno iščeznulo iz nekih sjevernih regija. Silovite oluje su uzrokovale masovne poplave i gubitke života. Sve je to rezultiralo i nestankom dijela danske, nizozemske i njemačke obale .
Širenje planinskih ledenjaka je prvi put na kartama označeno krajem 19. st. I na sjevernoj i na južnoj polutki snježna se granica spustila otprilike 100 m niže nego što je to zabilježeno 1975. g. U Nacionalnom parku Glacier (en) u Montani, SAD, posljednje napredovanje leda zabilježeno je krajem 18. i početkom 19. st. U zaljevu Chesapeake Bay, u Marylandu, SAD, velike temperaturne oscilacije u MLD-u i Srednjovjekovnom klimatskom optimumu, najvjerojatnije su povezane sa snažnim utjecajem Sjevernog Atlantika i termohalinskom cirkulacijom   Arhivirana inačica izvorne stranice od 30. lipnja 2006. (Wayback Machine).
U Etiopiji i Mauritaniji, snijeg je zabilježen na onim visinama planinskih vrhova, na kojima ga danas nema. Timbuktu, grad koji se nalazi na transsaharskoj karavanskoj ruti, rijeka Niger poplavila je najmanje 13 puta. Slične poplave nisu zabilježene nikad ranije, ali ni nakon toga. U Kini, tople sadnice, poput naranči, prestale su se uzgajati u pokrajini Jiangxi, gdje su stoljećima uzgajane. Europski doseljenici su javljali i o iznimno oštrim zimama u Sjevernoj Americi. Npr. godine 1607. – 1608. led se zadržao na jezeru Superior sve do lipnja. Malo ledeno doba ovjekovječila je i umjetnost; npr. svakim seoskim pejzažom slikara Brueghela Mlađeg (1564. – 1638.) dominira snijeg. 
Još jedna slavna ličnost koja je živjela u MLD-u je Antonio Stradivari, poznati izrađivač violina. Hladnija klima bila je uzrok veće gustoće drva, koje je on upotrebljavao za izradu svojih violina, a što je donekle doprinijelo njegovim virtuoznim kreacijama. No, mnogi kritičari smatraju da su i drugi majstori koristili isto drvo kao i Stradivari, ali ga nisu uspjeli dostići u njegovom perfekcionizmu.

### Opisi zime kod europskih slikara
Burroughs (Weather, 1981.) analizira prikaz zime na slikama. On primjećuje da se to događalo gotovo u potpunosti od 1565. do 1665., i bilo je povezano s klimatskim promjenama koje su započele 1550. g. On zapaža da prije toga gotovo i nije bilo prikaza zime u umjetnosti i nagađa da je neobično jaka zima 1565. inspirirala velike umjetnike da stvaraju remek-djela, a promjene u tim slikama su kombinacija navedenog, te blagih zima koje su prekidale ovakav tijek slikanja. 
Čini se da su poznate zimske slike Brueghela Starijeg (npr. Lovci u snijegu) naslikane 1565. godine. Burroughs tvrdi da je Pieter Brueghel Mlađi kopirao rad svoga oca. Zbog toga je i teško izvući konkretne zaključke o utjecaju zime između 1570. i 1600.". Nizozemske slike s temama zime počinju se pojavljivati od Avercampa nakon zime 1608. Nakon toga nastupa prekid između 1627. i 1640., te nenadani povratak nakon toga; to se dogodilo tijekom perioda blagog vremena 1630-ih. Od 1640-ih do 1660-ih nastala je većina nizozemskih zimskih slika, što se podudara s periodom hladnih zima u tom vremenu.
Posljednje "nestajanje" zimskih slika, oko 1660., ne podudara se s klimatskim promjenama; i zato Burroughs upozorava na prenaglašenost umjetničkog dojma, i činjenicu da umjetnost postaje moda. On bilježi da se zimske slike ponovno pojavljuju 1780-ih i 1810-ih godina, što se ujedno podudara s hladnijim periodom.

## Južna polutka
Uzorak ledenog sloja istočnog bazena Bransfield, na Antarktičkom poluotoku jasno određuje događanja u Malom ledenom dobu i srednjovjekovnom toplom razdoblju .  Ovime se potvrđuje teza o globalnoj prirodi MLD-a.
Ledeni sloj s ledenjaka Fremont u Sjevernoj Americi i s ledene kape Quelccaya (Peruanske Ande, Južna Amerika) ukazuju na slične promjene tijekom MLD-a.